# Pandemia de COVID-19 en Virginia
El primer caso de la pandemia de enfermedad por coronavirus en  Virginia, estado de los Estados Unidos, inició el 7 de marzo de 2020. Hay 20,256 casos confirmados, 2,617 recuperados y 713 fallecidos. En esa misma línea de los casos confirmados, 2,773 están hospitalizados, 361 casos críticos y 189 en unidad de cuidados intensivos (UCI) de los diferentes centros médicos del estado.

## Cronología

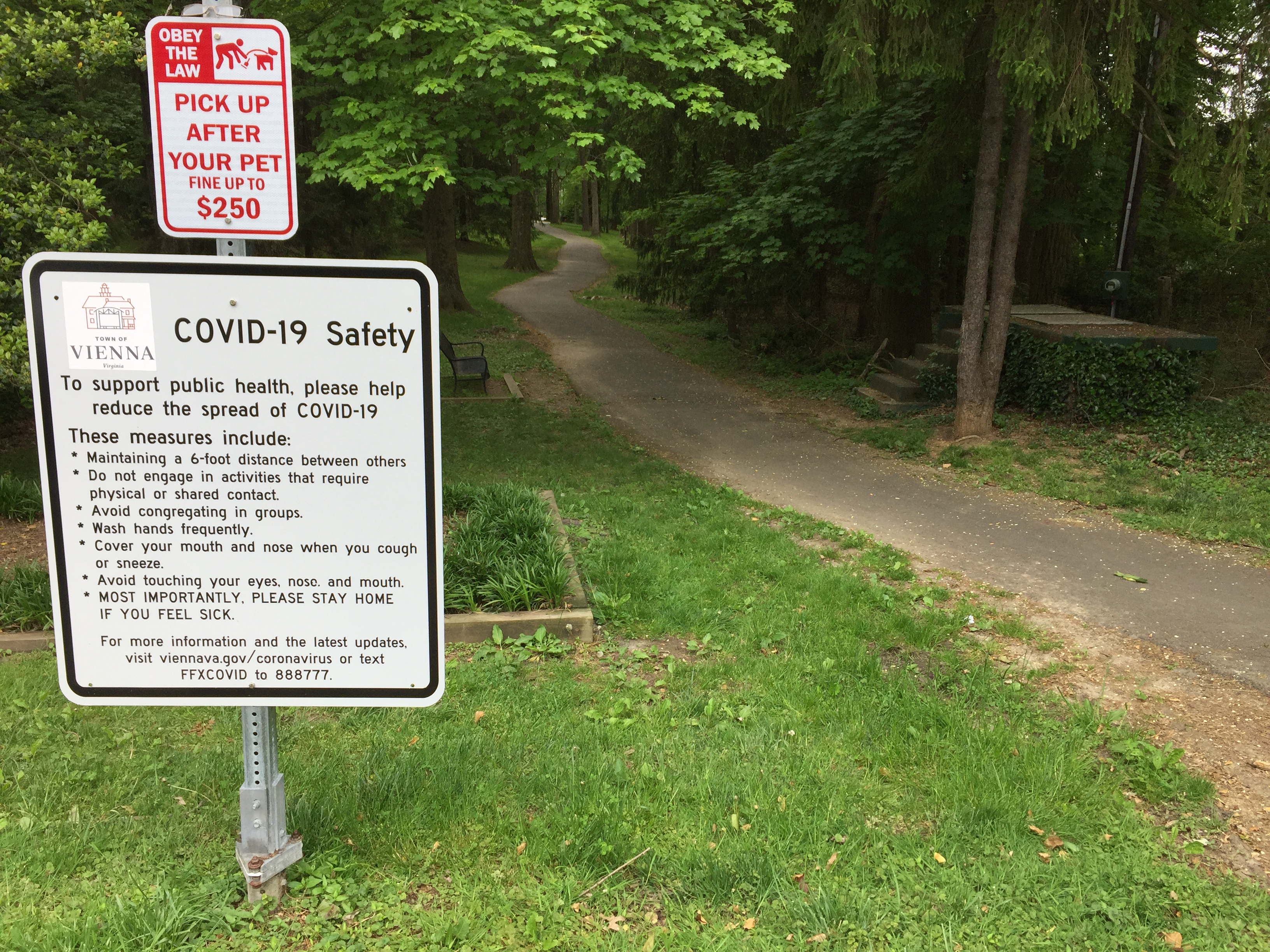
Un cartel acerca del cuidado del Covid-19, ubicado en la entrada de Glyndon Park, en Vienna, Virginia

### Marzo
El 7 de marzo, Virginia confirmó su primer caso, un marine estadounidense asignado a Fort Belvoir. Había viajado recientemente al extranjero. El 8 de marzo, el estado reportó su segundo caso presuntamente positivo, un hombre de 80 años de Fairfax que había regresado recientemente de un crucero por el río Nilo.
En la noche del 14 de marzo, el Departamento de Salud de Virginia anunció que el número de casos positivos había aumentado a 41. También anunciaron la primera muerte del estado por el coronavirus: un hombre de unos 70 años que murió de insuficiencia respiratoria. El condado donde murió el hombre no fue liberado, pero se anunció que era del Distrito de Salud de la Península. El mismo día, el Colegio de William & Mary anunció que un miembro del personal había dado positivo por la enfermedad.
Durante la tarde del 30 de marzo, el gobernador Ralph Northam emitió una orden de permanencia en el hogar, que entrará en vigencia hasta el 10 de junio, a menos que se modifique o rescinda por otra orden ejecutiva.

### Abril
El lunes 13 de abril, Reuters informó que 42 de las 154 muertes de COVID-19 en Virginia ocurrieron en el Centro de rehabilitación y atención médica de Canterbury en el condado de Henrico, un hogar de ancianos ubicado cerca de Richmond. El brote es uno de los peores grupos de enfermedades por coronavirus en los Estados Unidos.

## Respuesta gubernamental
El 12 de marzo, el gobernador Northam declaró el estado de emergencia. La declaración activó el Centro de Operaciones de Emergencia de Virginia, prohibió el aumento de precios, activó la Guardia Nacional de Virginia al Servicio Activo del Estado y autorizó el uso de $ 10,000,000 para cualquier esfuerzo de recuperación y/o respuesta en el estado debido al coronavirus. Northam declaró que los distritos escolares locales podían tomar sus propias decisiones sobre el cierre de escuelas.

## Impacto

### En el deporte
En los deportes universitarios, la National Collegiate Athletic Association canceló todos los torneos de invierno y primavera, especialmente los torneos de baloncesto de hombres y mujeres de la División I, afectando a colegios y universidades de todo el estado. El 16 de marzo, la National Junior College Athletic Association también canceló el resto de las temporadas de invierno, así como las temporadas de primavera.
El 17 de marzo, se anunció que la Virginia Gold Cup programada para el 2 de mayo, se pospondría hasta el 20 de junio.